# Padenodes unifascia
Padenodes unifascia är en fjärilsart som beskrevs av Rothschild 1912. Padenodes unifascia ingår i släktet Padenodes och familjen björnspinnare. Inga underarter finns listade i Catalogue of Life.